# Saranfing Kouyaté
Saranfing Kouyaté est une chanteuse malienne, née vers 1950 et morte le 22 juin 2009 à Bamako.
Saranfing Kouyaté a intégré l'Ensemble instrumental national du Mali à l'âge de 11 ans. Soliste, elle interprétait des chansons mandingues de la gamme heptatonique mais également l'ensemble du répertoire national. Elle a quitté cet ensemble lors de sa retraite le 31 décembre 2008.